# Pekutan (Mirit)
Pekutan is een bestuurslaag in het regentschap Kebumen van de provincie Midden-Java, Indonesië. Pekutan telt 1866 inwoners (volkstelling 2010).